# NGC 987
NGC 987 (również PGC 9911 lub UGC 2093) – galaktyka spiralna z poprzeczką (SB0-a), znajdująca się w gwiazdozbiorze Trójkąta. Odkrył ją William Herschel 12 września 1784 roku.